# Финно-угры Поволжья
Финно-у́гры Пово́лжья, пово́лжские (во́лжские) фи́нны — территориальная группа финно-угорских народов, населяющих восток Центральной России и Среднюю Волгу: бассейны рек Цны, Мокши, Суры, Ветлуги и правых притоков Вятки, а также верховья двух притоков Дона - Хопра и Вороны. Включают марийцев, говорящих на горномарийском, луговомарийском и северо-западном марийском языках, мокшан, говорящих на мокшанском языке, и эрзян, говорящих на эрзянском языке. Особой этнографической группой мокшан считаются каратаи. Этнографических групп эрзян две — терюхане и шокша.
Марийский и мордовские (мокшанский и эрзянский) языки раньше выделяли в отдельную волжскую подгруппу финно-угорских языков. Однако, в силу отсутствия у них сепаратных параллелей, теперь эта группировка признана сугубо географической, а марийский и мордовские языки считаются разными ветвями финно-волжской подгруппы, наряду с прибалтийско-финскими и саамскими.

## Численность
По примерным подсчётам, общая численность мокшан и эрзян составляла на конец XVI века примерно 150 тыс. чел., в 1719 г. — 107 тыс. чел. По переписи населения Российской империи 1897 года мокшан и эрзян насчитывалось 1025 тыс. чел., на 1917 год их численность оценивалась в 1200 тыс. чел. По переписям СССР мокшан и эрзян было: в 1926 году — 1340 тыс., в 1937 году — 1249 тыс., в 1939 году — 1456 тыс., в 1959 году — 1285 тыс., в 1979 году — 1192 тыс. чел. По переписи 1989 года численность мокшан и эрзян в СССР составляла 1154 тыс. чел. (практически все представители мокшанского и эрзянского этноса проживали в Советском Союзе), из них в РСФСР — 1072,9 тыс. чел., в том числе в Мордовской АССР проживало 313,4 тыс. чел., что составляло 32,5 % населения республики.
Шокша проживает в 15 населённых пунктах Теньгушевского и в 5 Торобеевского района Мордовии. Общая численность составляет около 10 000 человек.

## История
К началу XX века самые значительные из восточнофинских народов, общей численностью до 1 млн человек и проживающих в губерниях Нижегородской, Пензенской, Тамбовской, Симбирской, Казанской, Самарской, Уфимской, Оренбургской и Саратовской.
В начале XII века Гильом де Рубрук впервые говорит о мокше (Moxel). Об эрзянах (арису) впервые говорится в X веке в письме хазарского царя Иосифа. Позже мокшане и эрзяне играют роль в истории княжеств Рязанского и Суздальско-Нижегородского.
Мокшане и эрзяне испытали некогда культурное влияние живших по соседству с ней славян, остготов, балтов, скифских и сарматских племён.
Судя по хорографическим названиям, мокшане и эрзяне населяли в древнейший период своей истории пространство между реками Волгой, Окой, Сурой и притоками Мокши, в бывших губерниях Нижегородской, Симбирской, Пензенской и Тамбовской; далее на восток она расселилась уже в позднейшее время, главным образом отступая перед русскими.
Столкновения с финно-уграми Поволжья начались у русских с 1103 года, когда в летопись занесено известие о нападении муромского князя Ярослава Святославича на мокшан: «бися Ярослав с Мордвою месяца марта в 4 день и побежден бысть Ярослав». В XIII веке русские стали одолевать «поганскую мордву», это усилилось после основания в 1221 году Нижнего Новгорода на границе мордовских земель.
В 1236—1237 земля эрзян и мокшан была полностью разорена Батыем.
После походов на Казань Ивана IV в 1540-е они перешли под покровительство Москвы. В XV—XVII веках платили ясак Касимовским царям. Мокшане и эрзяне приняли активное участие в восстаниях Степана Разина и Емельяна Пугачёва.
Татары хозяйничали, главным образом, на юге, в области мокши, тогда как эрзя оставалась под властью своих князей, продолжавших бороться с русскими в области Нижнего Новгорода, пользуясь содействием татар.
В 1377 год эрзяне под начальством ордынского царевича Арапши, разбили наголову нижегородцев и войска московского князя Дмитрия Донского на реке Пьяне.
Этот погром не остановил, однако, русской колонизации, и подчинение мокшан и эрзян нижегородским, рязанским и московским князьям шло постепенно начиная с конца XIV века.
В походе Грозного против Казани участвовал темниковский князь Еникеев с подвластными ему мокшанами.
После завоевания Казани часть эрзян была роздана боярам; остальные временно вошли в состав царских вотчин, но затем раздавались монастырям и помещикам, главным образом с целью обращения их в христианство. Рядом с русскими помещиками встречаются и туземные мурзы и князья, перешедшие в христианство, отчасти удержавшие княжеский титул (например князья Баюшевы).
Подчинение Москве выразилось прежде всего в захвате у мокшан и эрзян земель и в обложении их тяжёлыми поборами, что, по-видимому, и было причиной их участия во многих бунтах и восстаниях (начиная с эпохи первого самозванца и до Пугачёва), а также бегства на Восток.
Уже в половине XVII века мокшане и эрзяне селятся за Волгой, а в XVIII веке расселяются по Самарской, Уфимской и Оренбургской губерниям.
Оставшиеся на прежних местах все более и более подвергались обрусению, отчасти насильственным путём, именно посредством массового крещения (особенно в половине XVIII в.).
Новообращённые ничего не понимали в новой религии, а более ревностные язычники срывали с себя кресты и кололи иконы; тогда против них отправлялись команды и виновные наказывались и даже приговаривались за святотатство к сожжению.
Попытки воскресить «старую веру», хотя и в иной, проникнутой уже христианскими понятиями форме, повторились в начале XIX века («Кузя-бог»).
Тем не менее, мокшане и эрзяне всё-таки русели, и за Волгой, на новой почве, это обрусение шло скорее, чем на коренных землях: даже эрзя заимствовала там у своих соседей не только язык и частности быта, но и отношение к религии; среди заволжских мокшан и эрзян развиты раскольничьи секты «Людей Божиих», «Собеседников» и др.
В коренной области мокшан обрусение также сделало крупные успехи; много селений даже по названиям нельзя отличить от русских.
Более стойко удерживает мокша свои особенности на севере Пензенской губернии, в уу. Краснослободском, Наровчатском и Инсарском; но и здесь группы их селений, окружённые русскими, все более подвергаются русскому влиянию, чему благоприятствуют улучшение путей сообщения, истребление лесов, отхожие промыслы и, наконец, школа.
Физический тип мокшан и эрзян не отличается существенно от русского.
По наблюдениям Смирнова, мокша представляет большее разнообразие типов, чем эрзя; рядом с белокурыми и сероглазыми, преобладающими у эрзян, у мокши встречаются и брюнеты, с смуглым цветом кожи и с более тонкими чертами лица.
Рост мокшан и эрзян приблизительно одинаковый, но мокшане, по-видимому, отличаются большею массивностью сложения (особенно женщины).
Есть разница и в женском костюме: мокшанка носит рубашку и штаны, причём рубашка у неё спускается не до пят, как у эрзянки, а поддерживается у пояса; сверх рубашки эрзянка носит выбитый кафтан, так называемый шушпан, похожий на соответственный наряд черемиски.
На голове эрзянки носят круглые кокошники и снабжённые спереди рогообразным выступом сороки, а у мокшанок головной убор ближе к черемисскому и заменяется иногда полотенцем или шалью, навёртываемыми в виде чалмы (впрочем, головной убор значительно варьирует в каждой группе ещё и по местностям).
Мокшанки не носят также «пулая» — назадника, украшенного бисером и длинной бахромой и распространённого у эрзянок.
Эрзяне составляют основную массу финно-угорского населения Заволжья.
Во внешнем быту мокшан и эрзян, их жилищах, способах земледелия и т. д. сохранилось мало оригинального, хотя в старину их селения и избы отличались от русских большею разбросанностью и постановкой избы посреди двора или, если и на улицу, то окнами только в сторону двора.
К их промыслам принадлежат в некоторых местностях, производства поташа, конопляного масла, домашних сукон (любимый цвет эрзян — белый).
К искусству мокшане и эрзяняне равнодушнее чуваш и черемис, у которых, например, многие предметы украшаются резьбой; только женщины не менее заботятся об украшении своего костюма и старательно вышивают свои рубашки и головные уборы.
В свадебных обрядах и обычаях сохранились ещё многие черты старины, отголоски старинного брачного и родового права.
Переживанием родового быта является также культ предков, остатки которого можно видеть в подробностях погребальных обычаев, поминок.
У мокшан и эрзян сохранилось ещё много языческих поверий, которые, однако, по своей отрывочности и сбивчивости не позволяют восстановить точнее древнюю теологию.
Известно только, что эрзяне и мокшане почитали духов, хранителей, которые представлялись антропоморфно и отчасти слились с русскими представлениями о домовых, водяных, леших и т. д. Предметами поклонения были также солнце, гром и молния, заря, ветер и т. д.
Можно различить следы дуализма — антагонизма между Шкаем (небом) и Шайтаном, которыми созданы, между прочим, Алганжеи (носители болезней).
У мокшан и эрзян сохранились озксы — прежние языческие жертвоприношения, отчасти приуроченные к христианским праздникам.